# RV Tangaroa
Le RV Tangaroa est un navire océanographique polyvalent utilisé par la National Institute of Water and Atmospheric Research (en) (NIWA) en Nouvelle-Zélande. Il porte le nom d'une divinité des îles du Pacifique Tangaroa.

## Histoire
Il a été construit au chantier naval Mjellem & Karlsen à Bergen en Norvège en tant que navire de recherche en eaux profondes pour le Centre de recherche du ministère de l'Agriculture et des Pêches de l'époque, au coût de 27 millions de dollars, pour remplacer le vieux navire GRV James Cook (en). Il a une classification pour naviguer dans des glaces atteignant 0,4 mètre d’épaisseur. Il a été transféré au nouvel Institut national de recherche sur l’eau et l’atmosphère (NIWA) en 1992.
Tangaroa effectue 320 à 340 jours de recherches par an sur la pêche dans la zone économique exclusive de la Nouvelle-Zélande et sur les eaux marines entourant l'Antarctique. Il est équipé pour les relevés hydrographiques, bathymétriques et océanographiques afin de mesurer et de cartographier diverses propriétés de l’océan et des fonds marins, pour des enquêtes biologiques et pour les relevés acoustiques. Il peut effectuer des sondages acoustiques jusqu'à 10 000 mètres de profondeur.
En 2010, Tangaroa a reçu une remise à niveau de 20 millions de dollars, y compris un système de positionnement dynamique. Cela permet au navire de "se maintenir automatiquement dans une position fixe en mer (à quelques mètres près) en utilisant ses propres hélices et propulseurs".
Lors d'un voyage en 2003, des scientifiques à bord du RV Tangaroa ont découvert plus de 500 espèces de poissons et 1.300 espèces d'invertébrés, ainsi que la dent d'un Mégalodon éteint.

## Galerie

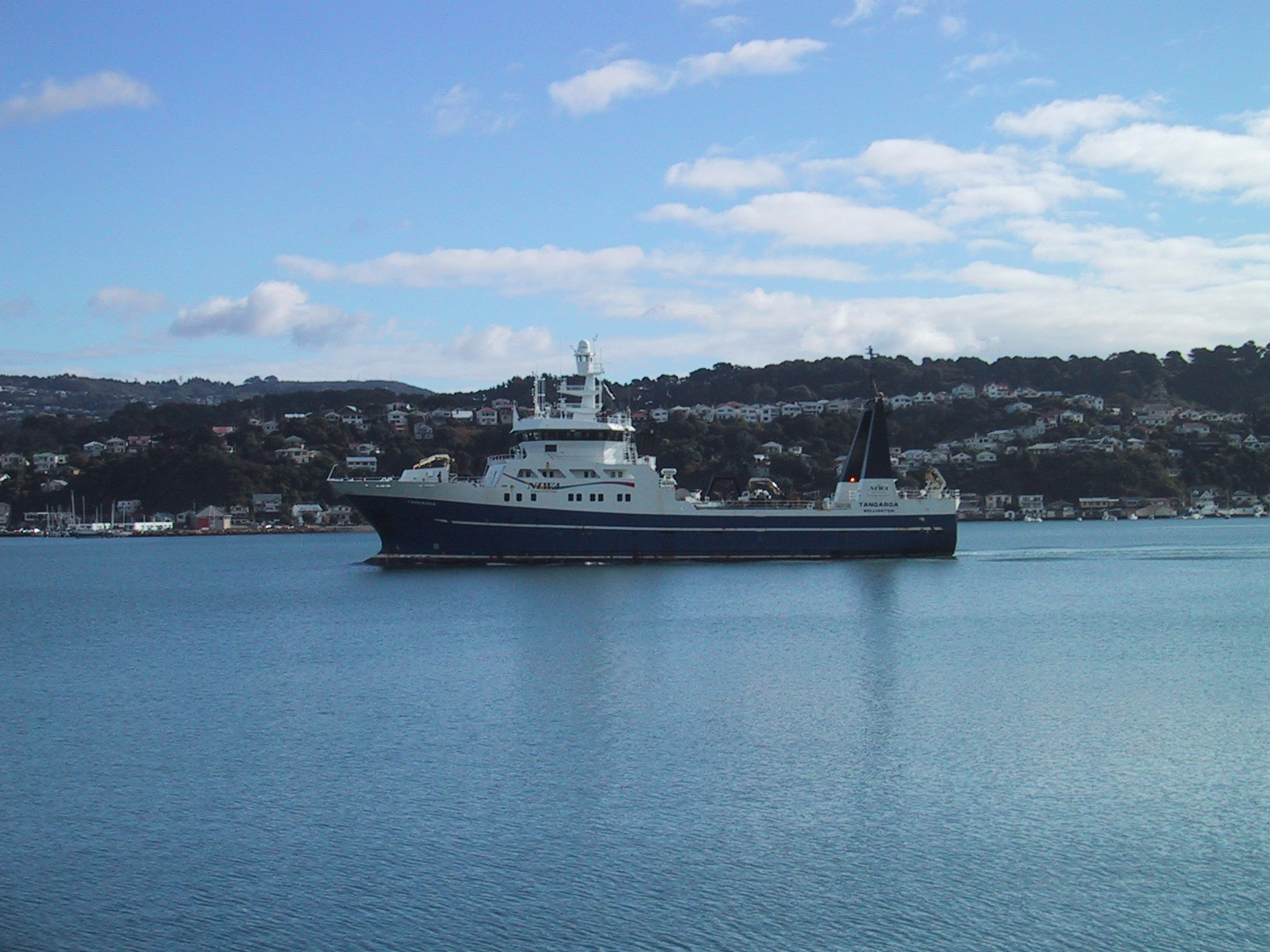
Tangaroa

### Note et référence
- (en) Cet article est partiellement ou en totalité issu de l’article de Wikipédia en anglais intitulé « RV Tangaroa » (voir la liste des auteurs).